# Soréac
Soréac is een gemeente in het Franse departement Hautes-Pyrénées (regio Occitanie) en telt 36 inwoners (2009). De plaats maakt deel uit van het arrondissement Tarbes.

## Geografie
De oppervlakte van Soréac bedraagt 2,3 km², de bevolkingsdichtheid is dus 15,7 inwoners per km².

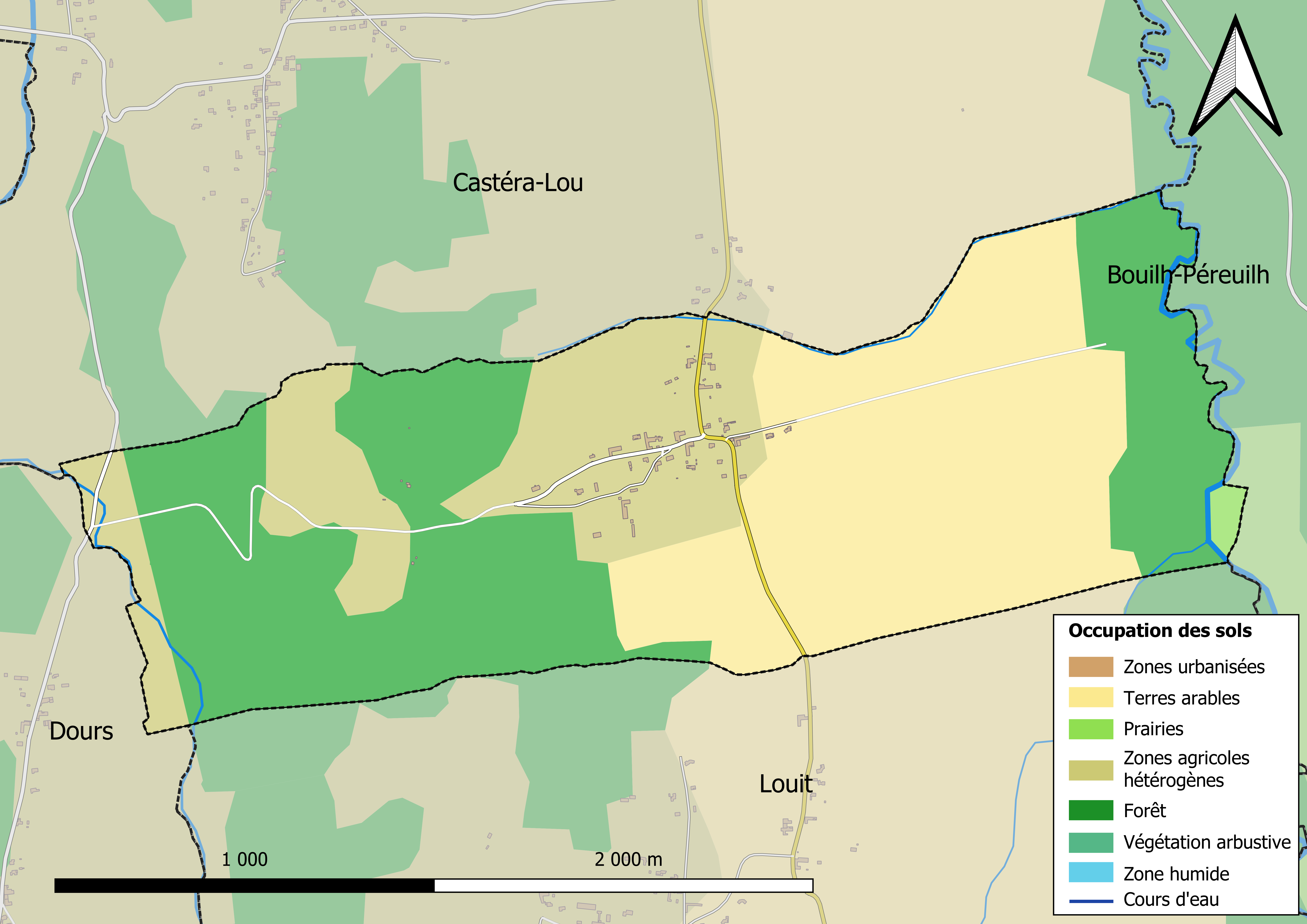
Kaart van de gemeente met belangrijkste infrastructuur, bodemgebruik en omliggende gemeenten

De onderstaande kaart toont de ligging van Soréac met de belangrijkste infrastructuur en aangrenzende gemeenten.

## Demografie
Onderstaande figuur toont het verloop van het inwonertal (bron: INSEE-tellingen).